# Jesús de Polanco
Jesùs Polanco Gutiérrez, noto come Jesús de Polanco (Madrid, 7 novembre 1929 – Madrid, 21 luglio 2007), è stato un imprenditore spagnolo, patrono della stampa spagnola. È il fondatore del quotidiano El País e il patrono del Gruppo PRISA, il primo gruppo stampa e media in Spagna. Era un magnate della stampa spagnola e uno degli uomini più influenti nel suo paese.

## Biografia
Rimasto orfano, iniziò a lavorare vendendo enciclopedie porta a porta.
Nel 1958 fonda la casa editrice Santillana, prima specializzata in opere legali, poi in educazione.
Dopo aver fatto fortuna nell'editoria, nel 1973 fondò El País, che si sviluppò dal 1976 dopo la morte del generale Franco. Nel 2007 è diventato il quotidiano spagnolo più letto e il fiore all'occhiello del gruppo PRISA (fatturato 2,8 miliardi di euro per un utile di 229 milioni di euro nel 2006).
Attraverso il Gruppo PRISA, che controllava al 64%, era presente sulla stampa (El País, Cinco Dias, As), nell'editoria, in radio (Cadena SER) e in televisione (Cuatro, Sogecable), essendo proprietario di molti media anche in America Latina (radio cilena Ibero American Radio Chile, quotidiano colombiano El Tiempo ...) e in Portogallo, dove controllava il gruppo Media Capital. In Francia deteneva una quota del 15% nel quotidiano Le Monde. Nel 2020, il gruppo impiegava circa 15.000 persone nel mondo.
Politicamente era vicino al Partito Socialista Operaio Spagnolo e in particolare all'ex primo ministro Felipe González. Da feroce oppositore del diritto conservatore spagnolo, non ha esitato a indirizzare le sue pubblicazioni contro il Partito Popolare (specialmente negli anni '90 e più recentemente nel marzo 2007).
La sua fortuna è stata stimata nel 2006 a 3 miliardi di euro, rendendolo la quinta persona più ricca in Spagna e la 258º nel mondo, secondo la rivista Forbes, mentre nel 2005 si era classificato terzo (210º al mondo).
Muore a Madrid il 21 luglio 2007 per una lunga malattia all'età di 77 anni.
Ebbe quattro figli, tra cui Ignacio de Polanco, che gli succedette alla guida di PRISA.